# Abdallah Sadouk
Abdallah Sadouk est un artiste peintre, sculpteur, graveur et lithographe marocain né le 25 décembre 1950 à Casablanca. 

## Biographie

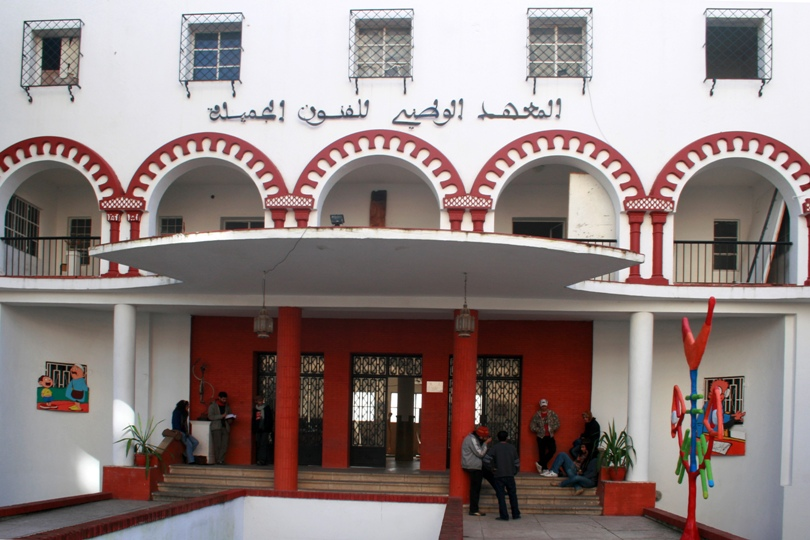
Institut national des beaux-arts de Tétouan

Abdallah Sadouk naît en 1950 à Casablanca. Après l'obtention du diplôme de l'Institut national des beaux-arts de Tétouan où, de 1967 à 1969, il est l'élève d'Abdellah Fekhar en dessin et de Thami El Kasri Dad en sculpture, il poursuit ses études à Paris, dans l'atelier d'Emmanuel Auricoste à l'École nationale supérieure des arts décoratifs de 1970 à l'obtention du diplôme de décorateur et sculpteur en 1976, ensuite à l'École nationale supérieure des beaux-arts où sa fréquentation de l'atelier de Jean-Marie Granier aboutit à un diplôme en arts plastiques et dessin. Une licence en arts plastiques couronne enfin l'année 1979-1980 qu'il passe dans l'atelier de Paul-Armand Gète à l'Université Paris 1 Sorbonne.
Sa carrière commence en France, jusqu'à ses premières expositions au Maroc en 1995, 1999 et 2002. Sa vie se partage alors entre la province d'Al Haouz de Marrakech, où il installe un atelier en 2007, Casablanca et la région parisienne. « Il y a, constate Véronique Barre une nécessité de déracinement chez Sadouk. Vivre et travailler à Paris furent en quelque sorte la condition du rattachement à sa propre tradition ».
Sadouk demeure un paysagiste abstrait ; les références à ce qu’on pourrait appeler un « cubisme impressionniste » sont toujours présentes dans ses toiles, qui gomment le détail pour dévoiler les lignes de force d’architectures ou de bords de mer baignés de lumière.
Sadouk est également sculpteur, sur bois, sur métal, sur pierre. On peut voir notamment, à Casablanca, la grande façade du siège de la T.G.C.C., qu'il a habillée de sculptures sur métal en 2015-2016.
Les œuvres de Sadouk, enracinées dans la culture berbère saharienne, sont résolument modernes : « C'est, estime Edmond Amran El Maleh, le jeu des plans, des figures géométriques qui donne naissance a des structures complexes ; la couleur, la gradation des nuances à dominante ocre sont soumises à ce jeu générateur dont elles forment et informent la matière. On est là bien proche des conceptions du cubisme. Mais ici la référence à l'architecture, à l'environnement naturel, à tout cet art d'inspiration berbère, est sensible ». Farid Zahi, pour sa part, situe Abdallah Sadouk dans un univers qu'il nomme « l'appel du visible, où le réalisme figuratif est stylisé, symbolisé, nuancé. Il y a dans ces œuvres comme une attraction pour la mémoire révélatrice d'un attachement inébranlable à l'émerveillement instantané face à ce qui risque de disparaître ».

## Expositions

### Expositions personnelles
- 1985 : Galerie Nadar, Casablanca.
- 1987 : Galerie Hugo, Paris[8].
- 1989 :
  - Espace 13, Théâtres13, Paris.

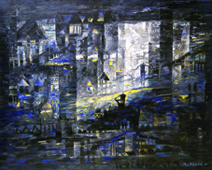
L'Aube hivernal 2 - Acrylique sur toile 80x100 2010

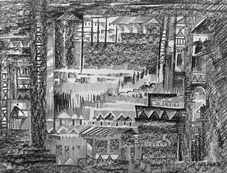
Mon Village-Fusain et crayon 48X63cm.2010

  - Le sacre de la lumière, Galerie Nadar, Casablanca.
- 1991 : L’espace 17, Bastille, Paris.
- 1993 : Rabat au pas des siècles et des saisons - Galerie Marsam, Hyat Regency, Rabat[8].
- 1995 : Galerie Al Manar - Casablanca[9].
- 1996 : Maison de la Sarre, Paris 16e.
- 1997 : Espace 1789, Saint-Ouen[8].
- 1999 : Galerie Al Manar, Casablanca[9].
- 2000 : Folie d’Encre, Saint-Ouen.
- septembre 2002 : Galerie Al Manar, Casablanca[9].
- 2004 : Abdallah Sadouk - Peintures récentes, maison Lou Dumont, Gevrey-Chambertin.
- 2008 : Galerie Venise Cadre, Casablanca.
- Mai-juin 2011 : Paysages de villes, Galerie Delacroix – Institut français, Tanger[10].
- 2014 : Abdallah Sadouk - Rétrospective, So Art Gallery, Casablanca[2],[11],[12],[13],[14],[15]

### Expositions collectives

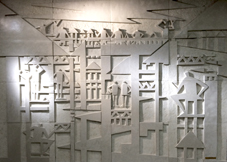
La Grande Ville-Taille directe sur pierre de Taza .2015

- 1974 : École nationale supérieure des beaux-arts, Paris[16].
- 1978 : Présence du dessin, Académie des Beaux-arts, Institut de France, Paris.
- 1979 : Galerie Régine Lussan, Paris.
- 1980 : Peintures marocaines, Palais des Congrès, Paris.
- 1981 : Festival international de la peinture, Cagnes-sur-Mer.
- 1982 :
  - Vingt peintres du Maghreb, I.C.E.I. et Fondation post-universitaire internationale, Paris.
  - Société des Artistes Français, Grand Palais, Paris[16].
- 1985 :
  - Valence 85 - Tendances de l’art marocain contemporain, Valence.
  - Foire internationale de Rennes, 1985.
- 1986 : À la rencontre du dessin, Galerie Nadar, Casablanca.
  - Young Artists From Europe - International Art Exposition, Jacob Javis , Convention Center, New York.
  - Foire Internationale de Rennes[16].
- 1987 : 3e Salon de l’estampe, Ville d’Avray : Prix spécial du Jury, France. -Galerie “Peinture Fraîche” Paris, France.
- 1988 :
  - Estampes et peintures, Galerie Desroches, Montréal.
  - Peintres méditerranéens, Institut du monde arabe, Paris, France.
- 1990 : Palais des Congrès, Marrakech.
- 1992 : Afrique Emoi - Art contemporain d’Afrique, Centre André-Malraux, Chambéry.

- 1993 :

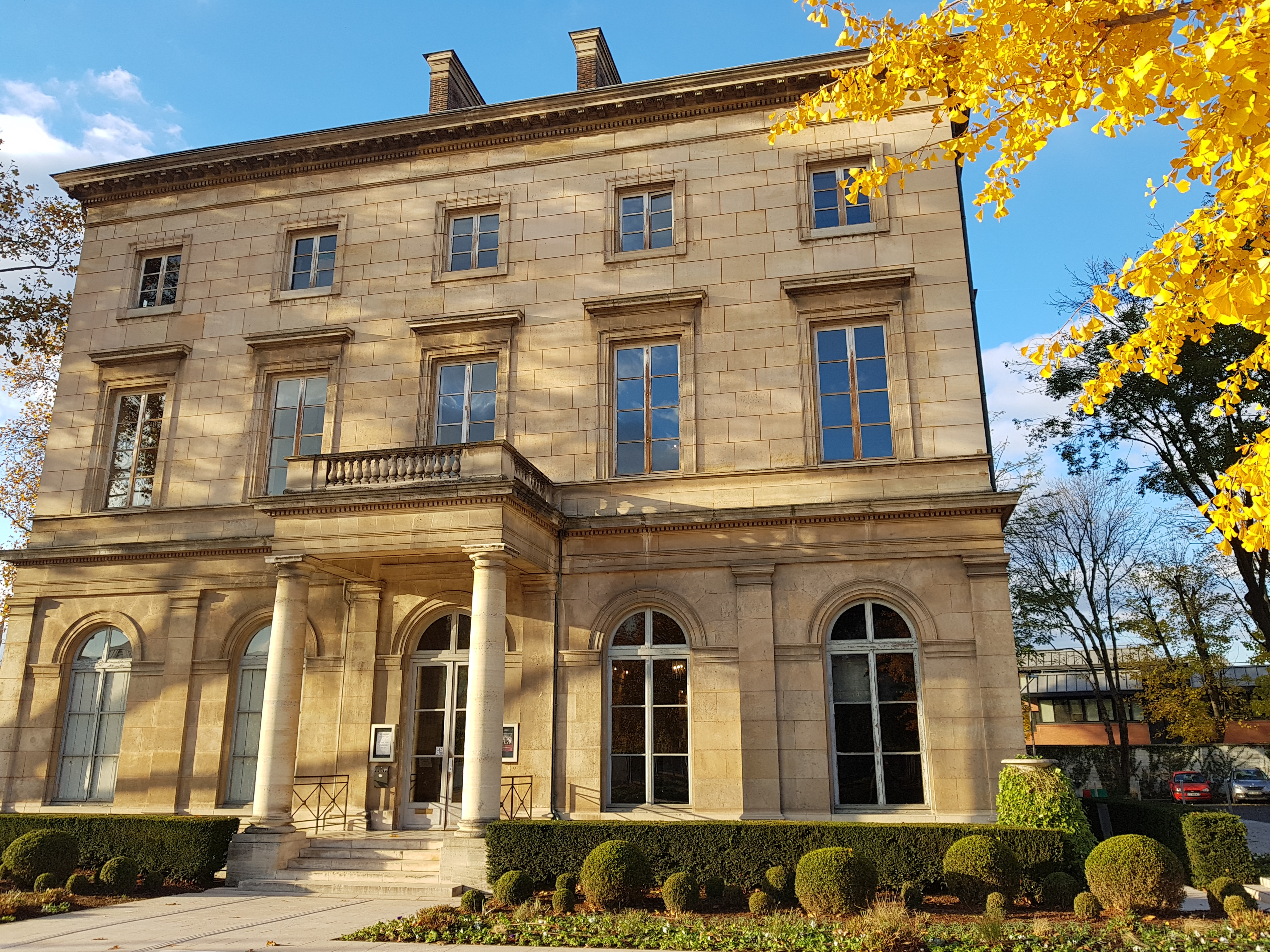
Château de Saint-Ouen

  - Multiple en Art 93, château de Saint-Ouen.
  - Écriture d’hier et d’aujourd’hui, Riad Salam, Casablanca.
- 1994 : Artistes Arabes résidant en France, Musée d’art moderne, Amman, Jordanie.
- 1995 :
  - Fragments d’imaginaire, Institut français de Casablanca.
  - Peintres du Maroc, B.M.C.E., Paris.
- 1997 :
  - Galerie “Peinture Fraîche” , Paris.
  - Printemps du Maroc, Bordeaux ».
  - 33e Salon de Saint-Ouen (Premier Prix).
  - Espace Actua BMCI, Casablanca.
  - Rencontre Inter arabe et méditerranéenne, Rabat.
- 1998 : 
  - Peintres du Maroc, Busigny, Lille et Paris.
  - Exposition d’art contemporain Itinéraire 98, Levallois-Perret.
- 1999 : Peintres en partage. Espace des Blancs-manteaux “Le temps du Maroc”, Paris.
- 2000 : 150 petits formats, Galerie Peinture Fraîche , Paris.
- 2001 :Maroc Contemporain - Peintures et livres d’artistes, Stapelhuis Dépôt, Bruxelles.
- 2005 : 
  - De la genèse à l’œuvre « peintures sculptures, château de Saint-Ouen.
  - Dialogue entre deux rives  - Peinture, poésie, château de Saint-Ouen.
- 2007 : Convergences - Peintures, S.G.M.B., Casablanca[17].
- Décembre 2010 - mai 2011 : Nature et paysage, Espace d'art - Société générale, Casablanca[18].
- Mars 2015 : Cinquante ans de peinture au Maroc, Musée de la Palmeraie, Marrakech[19].
- Juin-juillet 2016 : L'art de la tolérance, Galerie Bab Rouah, Rabat[20].
- Septembre-octobre 2016 : So Art Gallery, Casablanca.
- Juin-juillet 2019 : Vingt ans, une œuvre, Galerie d'art L'Atelier 21, Casablanca[21],[22].
- Janvier-février 2020 : Estampes d'artistes dans la collection Attijariwafa Bank - Regard sur un métier d'art, espace d'art Actus, Casablanca[23].
- Novembre 2021 - juillet 2022 : L'art, un jeu sérieux, Musée d'Art contemporain africain Al-Maaden, Marrakech[24].
- 2022 : La collection du printemps 2, So Art Gallery, Casablanca.
- Décembre 2022 - janvier 2023 : Im'Press - Estampes,, Gallery Kent, Tanger[25].
- mars 2023 : Forêts, mairie du 8e arrondissement de Paris.

## Contributions bibliophiliques

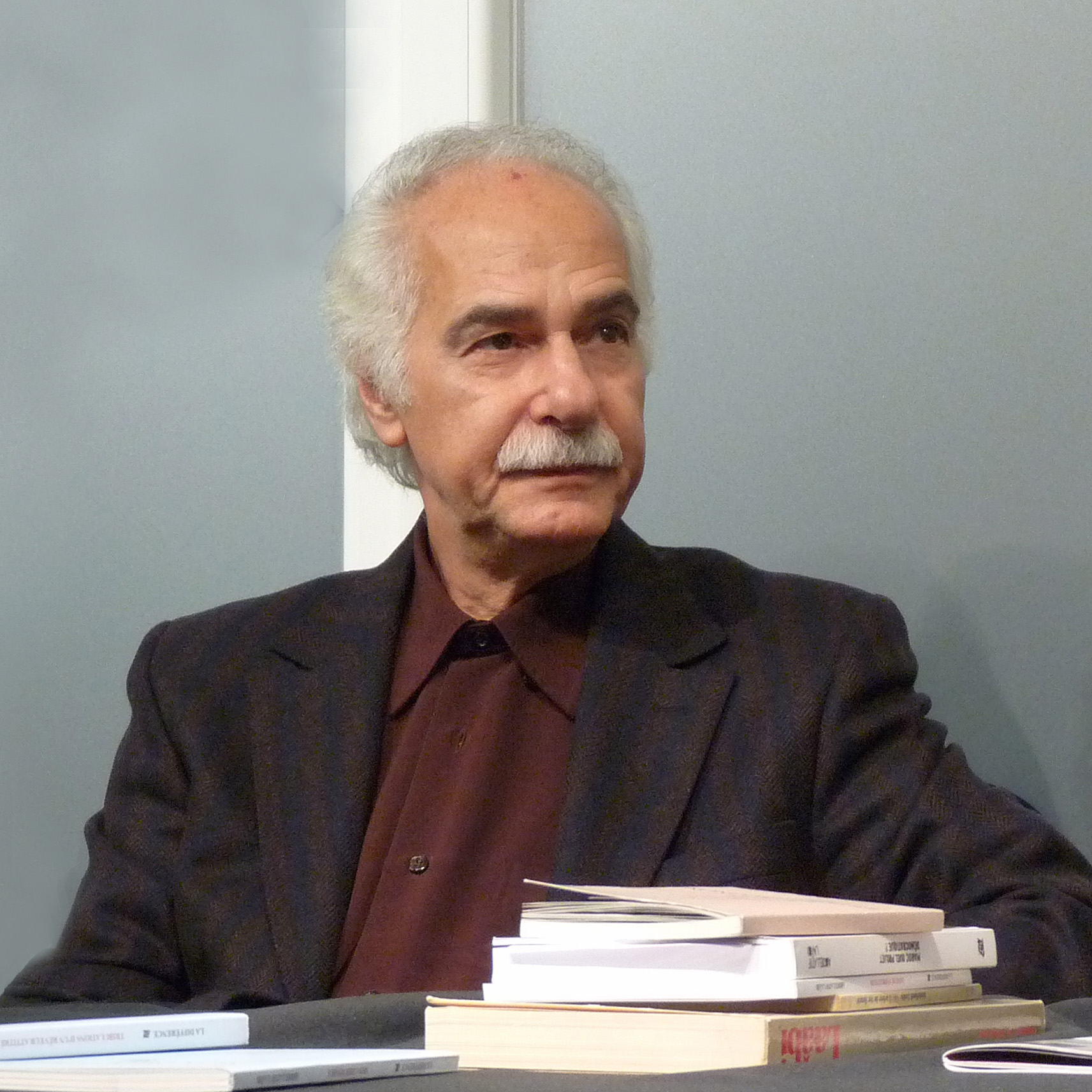
Abdellatif Laâbi

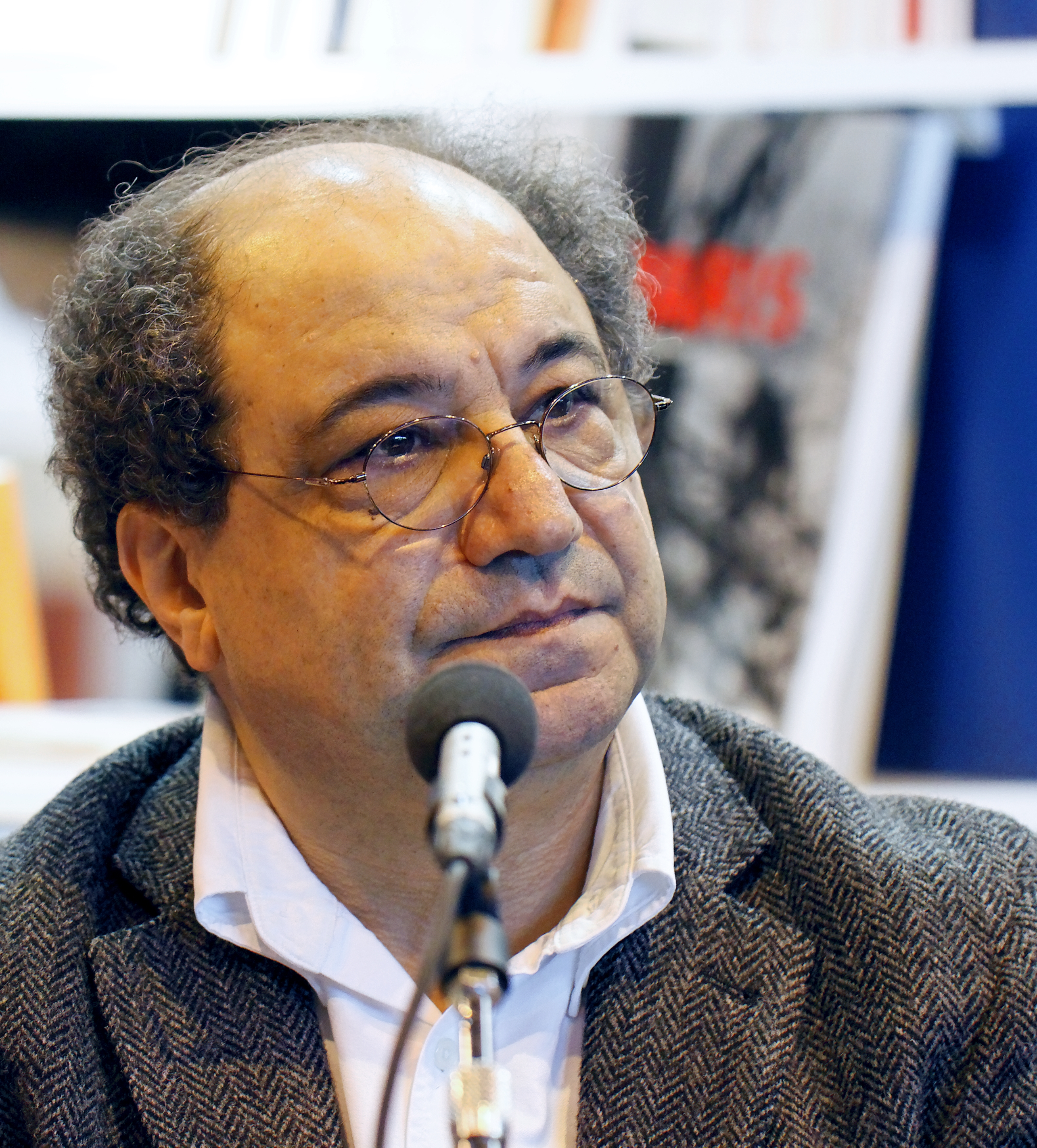
Tahar Bekri

Parallèlement à ses activités dans le domaine des arts plastiques (peinture et sculpture), Abdallah Sadouk a collaboré avec des poètes et réalisé plusieurs livres d'artiste.
- 1984 : Andalousies – Portfolio, texte d'Abdelkébir Khatibi enrichies de huit sérigraphies originales signées par quatre peintres marocains et quatre peintres espagnols, atelier Marsam, Rabat.
- 1993 : Rabat au pas des Siècles et des Saisons, texte de Maurice Druon, quatre dessins et quatre sérigraphies. Edition Marsam, Rabat.
- 1997 : Imago, poèmes de Fatima Chahid et peintures d'Abdallah Sadouk, Édition Marsam, Rabat.
- 2001 : Pollen, poèmes de Khireddine Mourad, éditions Al Manar, Neuilly-sur-Seine (tirage courant précédé de trente exemplaires de tête, rehaussés d’aquarelles originales d'Abdallah Sadouk)[26].
- 2002 : Petit Musée Portatif, poèmes d'Abdellatif Laâbi, tirage courant précédé de dix-huit exemplaires de tête, rehaussés de dix-huit dessins originaux d'Abdallah Sadouk)[27],[28],[29],[30],[31].
- Un Pays m’est nécessaire, poème manuscrit d'Abdellatif Laâbi rehaussé d’une aquarelle d'Abdallah Sadouk, douze exemplaires uniques au format 25 × 15 cm, sur Vélin d’Arches, format accordéon, collection « Corps écrit », Editions Al Manar, Neuilly-sur-Seine[32].
- 2006 : Jessica l’après-midi, d’Alain Gorius, éditions Al Manar, édition originale limitée à cent exemplaires numérotés sur Vélin d’Arches, intervention d'Abdallah Sadouk.
- 2014 : Il pleut du sable sur Paris de Monique Enckell (tirage courant précédé de vingt exemplaires numérotés de tête, rehaussés d’aquarelles originales d'Abdallah Sadouk, éditions Al Manar, Paris[33].
- 2018 : Désert au crépuscule de Tahar Bekri, couverture d'Abdallah Sadouk, éditions Al Manar, Paris.
- 2022 : Le Pier de C. d'Isabelle Junca, douze exemplaires numérotés rehaussés de trois peintures originales d'Abdallah Sadouk, éditions Al Manar, Neuilly-sur-Seine.

## Collections publiques

### Maroc

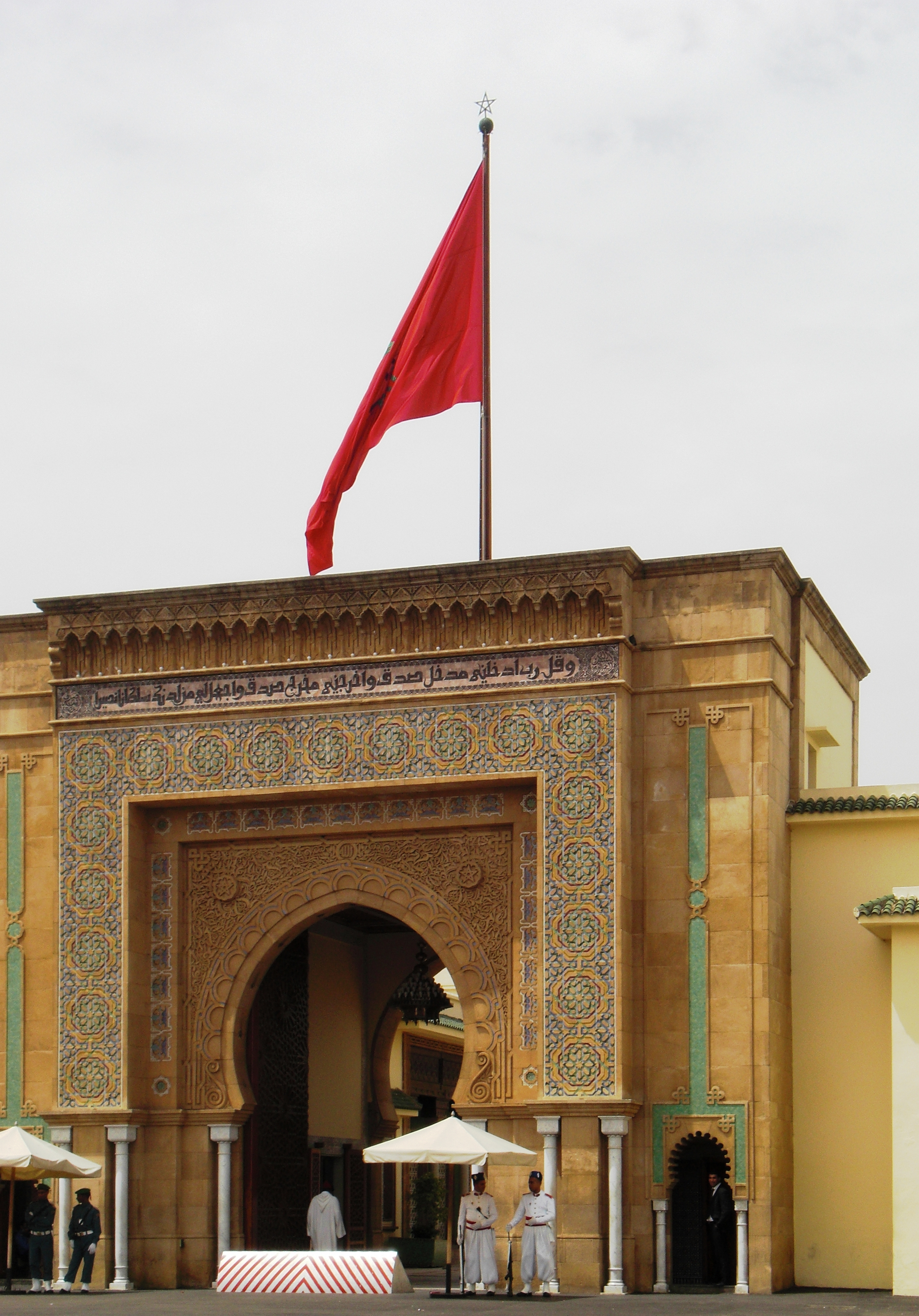
Palais royal, Rabat

- Académie du royaume du Maroc, Rabat, Lumière bleue, huile sur toile 113x162cm[34].
- Musée Mohammed VI d'art moderne et contemporain, Rabat[35].
- Palais royal, Rabat.
- CNIA, Rabat.
- ONA, Casablanca.
- Fondation Attijariwafa Bank, Casablanca[23].
- Société Générale Marocaine de Banque, Casablanca.
- Ministère de la Culture, Rabat, Sans titre, acrylique sur toile 200x150cm[36].
- Ministère des Finances, Rabat.
- Jnane Palace, Fès.
- Palais des Congrès, Marrakech.
- Institut français de Casablanca.
- Artorium de la Fondation T.G.C.C., Casablanca[37].

### France
- Bibliothèque francophone multimédia, Limoges, Un pays m'est nécessaire, livre d'artiste, aquarelle originale d'Abdallah Sadouk[32].
- Artothèque de l'espace Jacques-Prévert, Mers-les-Bains, une lithographie.
- Bibliothèque nationale de France, Paris.
- Ville de Saint-Ouen.

### Jordanie
- Galerie nationale des beaux-arts de Jordanie (en), Amman, Sans titre, peinture, 1991[38].

## Citations

### Dits d'Abdallah Sadouk
« En dehors du côté sacralisant de la lettre arabe, je porte mon intérêt, en tant que peintre, à sa structure qui se modifie pour son autonomie. Je remplis mes toiles jusqu'à saturation, ensuite j'élimine et je nettoie le support qui devient une espèce de palimpseste chargé de suggestions interminables. Comme le monde est plein d'accumulations qui ne cessent de se reproduire, je ne cesse à mon tour de faire, défaire et refaire. Je ne suis que le témoin du chaos quotidien de mon époque »

— Abdallah Sadouk

« Mon sujet principal est le paysage urbain, il est en perpétuelle mutation, il se modifie sans cesse afin d'être habitable et à la dimension de l'homme, je traduis cette métamorphose de différents modes d'expression, avec le dessin, l'aquarelle, la peinture et la sculpture. Les fragments qui constituent l'espace sont une somme d'éléments calligraphiques, du signe et des motifs ornementaux extraits de l'architecture. »

— Abdallah Sadouk

### Réception critique

#### Un architecte de la lumière
« Abdallah Sadouk, depuis ses intuitions initiales jusqu’au présent épanouissement de formes et de couleurs, procède comme un explorateur élargissant son domaine et sa quête. Il n’oublie rien de son port d’attache, du milieu physique et spirituel où se sont forgées ses interrogations de base, mais ses allers-retours construisent des cercles toujours plus vastes d’identité et d’altérité. »

— Xavier Gizard, Président de la Ferme du Buisson, Torcy, 1992

#### Sadouk ou le sacre de la lumière
« Dans cette peinture, la lumière n'est pas une présence environnementale, rebelle ou contraignante, impliquant des accommodements ou des servitudes imposées. La lumière est un marteau central dans la quasi-totalité des tableaux. Domestiquée, intégrée à l'œuvre, cette lumière au lieu d'englober la structure picturale, de l'extérieur, elle la travaille du dedans, l'irradie et fusionne avec elle. »

« Les tableaux de Sadouk sont architecturaux. Les paysages semblent dressés dans l’espace. Ils sont quasi-sculpturaux. Et cette sculpture se voit, se palpe, impose avec netteté sa présence dans les tableaux. Rien d’étonnant à cela, Abdallah Sadouk a commencé sa vie de plasticien comme sculpteur. »

#### Paysages de villes de Abdallah Sadouk
« (...) Abdallah Sadouk allie savamment l’imprécis de la vibration au précis de la construction. »

— Marie-Christine Vandoorne

« (...) Quand l'artiste superpose les zones urbaines et naturelles, il semble suggérer une succession temporelle aussi bien que spatiale, une accumulation d’existences dont le passage demeure, imaginaire, dans l’interstice laissé entre les murs. »

— Marie-Christine Vandoorne

### Filmographie
- Abdallah Sadouk, RIWAQ, 2008 (visionner en en ligne - Source : YouTube ; durée : 26'09").